# Памятник скрепке
«Па́мятник скре́пке» (или «Па́мятник канцеля́рской скре́пке») — арт-объект, установленный в Миассе (Челябинская область, Россия), в микрорайоне Машгородок. Высота — 9 м 28 см. Открытие состоялось в 2010 году. В 2011 году занесён в Книгу рекордов Гиннесса как самая большая скрепка в мире.

## Описание
Арт-объект «Памятник скрепке» находится в детском парке гигантских канцелярских принадлежностей, обустроенном в городе Миассе, в микрорайоне Машгородок.

### «Парк самых крупных канцтоваров»
В детском парке гигантских канцелярских принадлежностей на пьедесталах установлены 10-метровая скрепка, 4-метровые циркуль и ножницы (масса ножниц — 246 кг), 250-килограммовая кнопка диаметром 2 метра, линейка-ростомер высотой около 3 метров. В парке — лавочки в виде линеек, детские горки, качели, карусели и «дерево любви». Территория огорожена забором из цветных карандашей.
Детский парк открыт 29 мая 2010 года в честь десятилетия местной компании, занимающейся продажей канцелярских товаров. Является подарком городу от предпринимателей.
Парк расположен в микрорайоне Миасса, где находятся предприятия по разработке ракетной техники. «Скрепки и циркули для инженеров — рабочие инструменты. Вот и будет им памятник», — говорят устроители парка.
Первая заявка для фиксирования рекорда в Книге рекордов Гиннесса была подана как на «парк самых крупных канцтоваров». От зарубежных экспертов последовал отказ с мотивировкой, что таких парков в мире не зафиксировано. Вторая заявка была подана с одним объектом — памятником гигантской скрепке. И выдающийся размер той был зафиксирован в качестве мирового рекорда.

### Гигантская скрепка
Высота «Памятника скрепке» — 9 м 28 см. Его масса — свыше 500 кг. Материал — сталь. Изделие изготовлено на одном из местных предприятий.
Миасская скрепка на четыре метра выше предыдущего рекордсмена из аналогичных арт-объектов — памятника скрепке, который установлен в Осло (Норвегия). Высота металлической скрепки в Осло, установленной 9 октября 1989 года в Школе менеджмента, составляет 7 м.